# Paralaophonte pacifica
Paralaophonte pacifica är en kräftdjursart som beskrevs av Lang 1965. Paralaophonte pacifica ingår i släktet Paralaophonte och familjen Laophontidae. Inga underarter finns listade i Catalogue of Life.